# Eric Rochat
Eric Rochat (Paris, 18 de octubre de 1936 – Río de Janeiro, 5 de octubre de 2003) fue un productor de cine francés, director y guionista. Se le conoció por su éxito en la producción de películas eróticas.

## Biografía
Su carrera como productor de cine comenzó con el director François Reichenbach, con quien realizó documentales sobre los músicos Arthur Rubinstein, en 1969, y Yehudi Menuhin, en 1971. 
En 1972, Eric Rochat se asoció con Claude Giroux para producir su primera película «Le Tueur», protagonizada por Jean Gabin en el personaje de «Le Guen», un director de policía. Esta película también dio a conocer a Gérard Depardieu, que hizo en ella uno de sus primeros papeles en el cine francés. 
En 1973, Rochat y Giroux produjeron el largometraje El affaire Dominici, protagonizada por Jean Gabin, en el personaje de Gastón Dominici. 
En 1975, después de comprarle a su amigo Claude Giroux los derechos de la novela «Historia de O», escrita por Pauline Réage, Rochat produjo Historia de O, película erótica de culto dirigida por Just Jaeckin y protagonizada por Corinne Cléry. 
En 1976, Eric produjo “Sex O’Clock USA”, un documental francés, no ficcional, dirigido por François Reichenbach. La película critica las costumbres sexuales ocultas de la sociedad estadounidense, profundamente puritana. 
Después, en 1980, Rochat produjo Tusk, dirigida por el surrealista Alejandro Jodorowsky, inspirada en la novela «Poo Lorn l'éléphant», de Reginald Campbell. 
En 1981, el turno fue para el icono de todos los tiempos: Coco Chanel. Ella es llevada a la pantalla del séptimo arte con “Chanel Solitaire”, producida por George Kaczender, protagonizada por Marie-France Pisier, Lambert Wilson y Timothy Dalton. 
En 1984, Eric Rochat escribe, produce y dirige la continuación del largometraje “Histoire d’O”, “Histoire d’O - capítulo 2”, protagonizada por Sandra Wey en el papel de “O”. 
En 1987, Rochat escribe y dirige en Japón la película “Too Much”, producida por Menahem Golan y Yoram Globus. Es un largometraje futurista para niños que utiliza la tecnología japonesa para contar la historia entre una niña y un robot. 
En 1990, Rochat produce “Le Cinquième Singe”. Esta película es la adaptación de la novela del epónimo Jacques Zibi, con quien Rochat escribió el guion. Ben Kingsley desempeña allí el papel principal. 
En 1992, el erotismo regresa con "Histoire d’O”, esta vez en serie para la pantalla chica con una duración de 10 horas. Esta serie fue escrita, producida y dirigida por Eric Rochat. Promocionada en caja de DVD, consigue un gran éxito comercial. 
En 2002, Eric Rochat escribe, produce y codirige «Living O» con su esposa Chrystianne Rochat. Esta película, adaptada a la televisión, cuenta la historia de un productor de cine que desea vivir las experiencias del señor Stephen, personaje principal de la película «Histoire d’O». El largometraje se rodó en Río de Janeiro.

## Filmografía

### Como productor
- 1972: The Killer
- 1973: El affaire Dominici
- 1975: Historia de O
- 1976: Sex O'Clock USA
- 1980: Tusk
- 1983: Chanel solitaire
- 1984: Story of O - Chapter 2
- 1987: Too Much
- 1990: The Fifth Monkey
- 2002: Living O

### Como director
- 1984: Story of O - Chapter 2
- 1987: Too Much
- 1990: The Fifth Monkey
- 1992: Story of O - The Séries
- 2002: Living O

### Como guionista
- 1984: Story of O - Chapter 2
- 1987: Too Much
- 1990: The Fifth Monkey
- 1992: Story of O - The Séries
- 2002: Living O